# Szyszki (gromada)
Szyszki – dawna gromada, czyli najmniejsza jednostka podziału terytorialnego Polskiej Rzeczypospolitej Ludowej w latach 1954–1972.
Gromady, z gromadzkimi radami narodowymi (GRN) jako organami władzy najniższego stopnia na wsi, funkcjonowały od reformy reorganizującej administrację wiejską przeprowadzonej jesienią 1954 do momentu ich zniesienia z dniem 1 stycznia 1973, tym samym wypierając organizację gminną w latach 1954–1972.
Gromadę Szyszki z siedzibą GRN w Szyszkach utworzono – jako jedną z 8759 gromad na obszarze Polski – w powiecie pułtuskim w woj. warszawskim, na mocy uchwały nr VI/10/17/54 WRN w Warszawie z dnia 5 października 1954. W skład jednostki weszły obszary dotychczasowych gromad Begno, Ostaszewo-Włuski, Ostaszewo Wielkie, Ostaszewo-Pańki, Szyszki Folwark, Szyszki Włościańskie, Skaszewo Nowe(), Skaszewo Włościańskie(), Żebry-Falbogi i Żebry-Wiatraki ze zniesionej gminy Kozłowo oraz obszary dotychczasowych gromad Gotardy i Słonczewo ze zniesionej gminy Gołębie w tymże powiecie. Dla gromady ustalono 16 członków gromadzkiej rady narodowej.
Gromada przetrwała do końca 1972 roku, czyli do kolejnej reformy gminnej.